# 2933 Amber
2933 Amber eller 1983 HN är en asteroid i huvudbältet som upptäcktes den 18 april 1983 av den amerikanske astronomen Norman G. Thomas vid Anderson Mesa Station. Den har fått sitt namn efter upptäckarens barnbarn, Amber Marie Baltutis.
Asteroiden har en diameter på ungefär 20 kilometer.